# Florian Templ
Florian Templ (* 1. Oktober 1988 in St. Marien) ist ein österreichischer Fußballspieler.

## Karriere
Florian Templ begann in seinem Heimatort bei Union St. Marien mit dem Vereinsfußball. Er war dort, mit zweijähriger Unterbrechung (Union Neuhofen) bis 2008 aktiv und kam zuletzt auch in der Herrenmannschaft zum Einsatz. Im Jänner 2008 wechselte er zum SV Sierning, wo er sich im Team in der Oberösterreichliga etablieren konnte. 2010/11 spielte Templ bei Union St. Florian in der Regionalliga Mitte und erzielte dort 21 Tore, womit er Zweiter in der Torschützenliste wurde. Sowohl in Sierning als auch in St. Florian spielte Templ unter seinem Förderer Willi Wahlmüller. Durch seine Leistungen in der Regionalliga zog Templ das Interesse höherklassiger Verein auf sich. Zur Saison 2011/12 wechselte er zum LASK Linz, wo er einen Zweijahresvertrag unterschrieb. Dort kam er zunächst bei den LASK Linz Juniors in der Regionalliga Mitte, wenig später auch bei der ersten Mannschaft in der zweitklassigen Ersten Liga zum Einsatz. Am 26. August 2011 erzielte Templ sein erstes Tor für den LASK in der Ersten Liga.
Im Sommer 2015 wechselte er zur SV Mattersburg.
Zur Saison 2017/18 wechselte er zum Zweitligisten FC Blau-Weiß Linz, bei dem er einen bis Juni 2020 gültigen Vertrag erhielt. Nach der Saison 2018/19 verließ er BW Linz und wechselte zur viertklassigen Union Weißkirchen.
Bei dieser ist er aktuell (Stand: Mai 2025) noch immer aktiv. Seit Juli 2019 befindet er sich zudem im Besitz der ÖFB-D-Trainerlizenz.